# Hydroxylborit
Hydroxylborit (Rudnev & al., 2007), chemický vzorec Mg3(BO3)(OH) 3, je šesterečný minerál. Původ jména: Podle podobnosti s fluorboritem a chemického složení.

## Původ
V mramorech

## Morfologie
Prizmatické krystalky bez terminálního ukončení, omezené tvary {1100} (?), až 1-1,5 x 0,1-0,2 velké a jejich radiální nebo vějířovité agregáty.

## Vlastnosti
- Fyzikální vlastnosti: Tvrdost 3,5, hustota 2,89 g/cm³, štěpnost nedokonalá podle {0001} a patrná odlučnost.
- Optické vlastnosti: Barva: bezbarvá. Lesk skelný, průhlednost: průhledný, vryp bílý.
- Chemické vlastnosti: Složení: B2O3 18,43 %, MgO 65,71 %, F 10,23 %, H2O 9,73 %, -O=F –4,31 %, celkem 99,79.

## Naleziště
- Česko – Zlatý kopec (u Měděnce) ze skarnového ložiska
- Norsko – Tallgruvan (oblast Norberg) chemicky podobný borát.
- Rusko – Titovskoje (ložisko, Cherské pohoří, pánev řeky Dogdo, Jakutsko) v mineralizovaných mramorech poblíž kontaktu s borátovými rudami (suanit – kotoit – ludwigit), doprovázen kalcitem, dolomitem, Mg-bohatým ludwigitem, kotoitem, szaibelyitem, klinohumitem, magnetitem, serpentinitem, chloritem,